# 3057 Mälaren
3057 Mälaren eller 1981 EG är en asteroid i huvudbältet som upptäcktes den 9 mars 1981 av den amerikanske astronomen Edward L.G. Bowell vid Anderson Mesa Station. Den är uppkallad efter den svenska sjön Mälaren.